# Spiniphora apicalis
Spiniphora apicalis är en tvåvingeart som först beskrevs av Charles Thomas Brues 1936.  Spiniphora apicalis ingår i släktet Spiniphora och familjen puckelflugor.
Artens utbredningsområde är Filippinerna. Inga underarter finns listade i Catalogue of Life.